# Emil Wolf
Emil Wolf (Praag, 30 juli 1922 - Rochester, 2 juni 2018) was een Amerikaanse natuurkundige bekend voor zijn bijdragen in de optica.

## Leven en carrière
Wolf ontvluchtte het toenmalige Tsjecho-Slowakije rond de inval van Nazi-Duitsland. Via omzwervingen door Italië en Frankrijk, waar hij werkte voor de Tsjecho-Slowaakse regering in ballingschap, belandde hij in 1940 in Groot-Brittannië. In Groot-Brittannië behaalde Wolf aan de Universiteit van Bristol in 1945 zijn bachelor in de wiskunde en natuurkunde. In 1948 promoveerde hij in de wiskunde aan dezelfde universiteit. Tussen 1951 en 1954 werkte Wolf als assistent van Max Born aan de Universiteit van Edinburgh. Hier behaalde hij in 1955 zijn doctorstitel, waarna hij aan de Universiteit van Manchester werkte. In 1959 verhuisde Wolf naar de Verenigde Staten, waar hij professor werd aan de Universiteit van Rochester. Hij is genaturaliseerd tot Amerikaan.
Een belangrijke bijdrage van Wolf aan de wetenschap is een verklaring voor blauw- en roodverschuiving die niet veroorzaakt wordt door het dopplereffect. Het effect is experimenteel waargenomen en naar Wolf vernoemd, het Wolfeffect.

## Prijzen en eredoctoraten

### Prijzen
- Gouden medaille van de Tsjecho-Slowaakse Academie van Wetenschappen (1991)
- Gouden medaille van de Palacký-Universiteit Olomouc (1991)

### Eredoctoraten
- Rijksuniversiteit Groningen (1989)
- Universiteit van Edinburgh (1990)
- Palacký-Universiteit Olomouc, Tsjechië (1992)
- Universiteit van Bristol (1997)
- Université Laval, Quebec (1997)
- Universiteit van Franche-Comté, Frankrijk (1999)
- Universiteit van Aalborg, Denemarken (1999)